# Боа-Віста (Рорайма)
Боа-Віста (порт. Boa Vista ˈbo(w.w)ɐ ˈvistɐ, Гарний вид) — місто в Бразилії, столиця штату Рорайма. 

## Географія
Місто розташоване на західному березі річки Ріу-Бранку, за 220 км від кордону з Венесуелою. Це єдина столиця бразильського штату, розташована північніше за екватор. Місто оточене незайманим амазонським дощовим лісом, що відрізняється багатою фауною.

### Клімат
Місто знаходиться у зоні, котра характеризується мусонним кліматом. Найтепліший місяць — березень із середньою температурою 28.4 °C (83.1 °F). Найхолодніший місяць — липень, із середньою температурою 25.8 °С (78.4 °F).
| Клімат Боа-Вісти        | Клімат Боа-Вісти | Клімат Боа-Вісти | Клімат Боа-Вісти | Клімат Боа-Вісти | Клімат Боа-Вісти | Клімат Боа-Вісти | Клімат Боа-Вісти | Клімат Боа-Вісти | Клімат Боа-Вісти | Клімат Боа-Вісти | Клімат Боа-Вісти | Клімат Боа-Вісти | Клімат Боа-Вісти |
| Показник                | Січ.             | Лют.             | Бер.             | Квіт.            | Трав.            | Черв.            | Лип.             | Серп.            | Вер.             | Жовт.            | Лист.            | Груд.            | Рік              |
| Абсолютний максимум, °C | 36,1             | 37,6             | 38,2             | 37,4             | 39,5             | 34,3             | 34               | 34,8             | 37,2             | 37,7             | 36,8             | 36               | 39,5             |
| Середній максимум, °C   | 32,6             | 33,4             | 33,7             | 33               | 31,4             | 30,3             | 30,4             | 31,7             | 33               | 33,6             | 33,4             | 32,8             | 32,4             |
| Середня температура, °C | 27,5             | 28               | 28,4             | 28               | 26,9             | 25,9             | 25,8             | 26,6             | 27,7             | 28,2             | 28               | 27,6             | 27,4             |
| Середній мінімум, °C    | 23,2             | 23,3             | 23,6             | 23,5             | 23,2             | 22,4             | 22,3             | 22,9             | 23,4             | 23,6             | 23,6             | 23,3             | 23,2             |
| Абсолютний мінімум, °C  | 19,5             | 20               | 18,1             | 16,8             | 19               | 18,6             | 17,6             | 19,8             | 15,2             | 10,2             | 13,2             | 17,2             | 10,2             |
| Норма опадів, мм        | 20               | 20               | 50               | 130              | 270              | 360              | 330              | 220              | 100              | 60               | 60               | 30               | 1710             |
| Днів з опадами          | 5                | 3                | 4                | 9                | 19               | 19               | 20               | 14               | 7                | 5                | 5                | 5                | 115              |
| Вологість повітря, %    | 70.8             | 66.4             | 66.3             | 70.7             | 78.9             | 84.9             | 84.2             | 81.3             | 76.2             | 74.1             | 72.3             | 72.5             | 74.9             |
| ----------------------- | ---------------- | ---------------- | ---------------- | ---------------- | ---------------- | ---------------- | ---------------- | ---------------- | ---------------- | ---------------- | ---------------- | ---------------- | ---------------- |
| Джерело: Weatherbase    |                  |                  |                  |                  |                  |                  |                  |                  |                  |                  |                  |                  |                  |

## Інфраструктура
Місто є найбільшим у штаті, тут проживає біля третини його населення. Його назва дослівно означає «гарний вид». Боа-Віста збудована за централізованим планом, складеним архітектором Дарсі Алейшу Дерегуссоном за прикладом Парижа.

## Економіка
Головні торгові та ділові зв'язки міста Боа-Віста із містом Манаус, столицею штату Амазонас, містом Летем в Гаяні та містом Санта-Елена-де-Уайрен у Венесуелі. Це єдині значні міста, до яких можна дістатися з Боа-Вісти дорогою. Літаки є фактично єдиним видом сполучення міста з рештою країни. Зараз урядом здійснюється проєкт сполучення Манауса і Боа-Вісти дорогою з рештою країни, що вимагає вирубування частини амазонського лісу та прокладення дороги та будівництво кількох мостів.